# Hammud ibn Muhammad
Sajjid Sir Hammud ibn Muhammad al-Busa’idi (arab. حمود بن محمد; ur. 1853 roku w Sumajl  – zm. 18 lipca 1902 roku w Stone Town) – siódmy sułtan Zanzibaru od 27 sierpnia 1896 roku aż do swojej śmierci.

## Życiorys
Urodził się w 1853 roku jako najstarszy syn Muhammada ibn Sa’ida z panującej w Omanie i Zanzibarze dynastii, zarządcy Sumail, szefa administracji i ministra spraw wewnętrznych oraz Zijany bint Muhammad Al Sa’idijji, także powiązanej z panującą dynastią. Był edukowany prywatnie. Po śmierci Hamida ibn Suwajniego w dniu 25 sierpnia 1896 roku brytyjski minister Basil Cave chciał go osadzić na tronie. Powstał jednak sprzeciw wobec posłusznego Brytyjczykom sułtana, dowodzony przez Chalida ibn Barghasza. Pretendent zajął pałac monarszy, jednak został pokonany dwa dni później w trwającej zaledwie 40 minut wojnie angielsko-zanzibarskiej. Hammud został osadzony na tronie 27 sierpnia, jednak do pałacu wkroczył dopiero 31 sierpnia. Jednym z pierwszych jego kroków było niemal całkowite zakazanie niewolnictwa, wprowadzone w 1897 roku. Wprowadził własne odznaczenie Wisam al-Hammudijja (Godny Pochwały) w czterech klasach. Przez całe panowanie ściśle podporządkowany Wielkiej Brytanii. Zmarł 18 lipca 1902 roku, pozostawiając tron najstarszemu synowi Alemu, wówczas jeszcze niepełnoletniemu.

## Życie prywatne
Z pierwszą żoną nie miał dzieci i rozwiódł się przed 1896; później wziął ślub z Chanfurą bint Madżid, córką pierwszego sułtana Zanzibaru, Madżida ibn Sa’ida, i zarazem jego kuzynką. Miał z nią dziewiątkę dzieci:
- Księcia Alego ibn Hammuda, ósmego sułtana Zanzibaru (1884-1918)
- Księcia Madżida ibn Hammud
- Księcia Sa’uda ibn Hammud
- Księcia Tajmura ibn Hammud
- Księcia Fajsala ibn Hammud
- Księcia Muhammada ibn Hammud
- Księżniczkę Matukę bint Hammud (ur. 1882; poślubiła Chalifę ibn Haruba, dziewiątego sułtana Zanzibaru)
- Księżniczkę Baszan bint Hammud (ur. 1895; poślubiła księcia Sa’ida ibn Alego, syna Alego ibn Sa’ida, czwartego sułtana Zanzibaru)
- Księżniczkę Buran bint Hammud; siostrę bliźniaczkę Baszan (ur. 1895)
- Księżniczkę Hakimę bint Hammud (ur. 1898)

## Odznaczenia
- Rycerz Wielki Orderu Gwiazdy Indii – 1898